# زيرسيناي تاديسي
زيرسيناي تاديسي (ولد في 8 فبراير 1982) هو عداء إريتري مختص المسافات الطويلة. يعتبر هذا العداء أول من منح إريتريا المدالية الأولمبية الأولى في الألعاب الأولمبية الصيفية 2004 عندما حل ثالثا في سباق 10 آلاف متر، وهو صاحب الرقم القياسي العالمي لنصف المارثون بزمن قدره 58:23 سجله سنة 2010.

## روابط خارجية
- زيرسيناي تاديسي على موقع الاتحاد الدولي لألعاب القوى (الإنجليزية)
- زيرسيناي تاديسي على موقع الدوري الماسي (الإنجليزية)
- زيرسيناي تاديسي على موقع رابطة إحصائيات سباق الطريق (الإنجليزية)
- زيرسيناي تاديسي على موقع اللجنة الأولمبية الدولية (الإنجليزية)
- زيرسيناي تاديسي على موقع أوليمبيديا (الإنجليزية)